# 3K busz (Salgótarján)
A salgótarjáni 3K jelzésű autóbusz a 3A és 3Y összevonásából kialakított körjárat amely a Helyi Autóbusz-állomás - Sugár út - Eperjes telep - Főtér - Füleki úti körforgalom - Főtér - Eperjes telep - Sugár út - Helyi Autóbusz-állomás útvonalon közlekedett. A 2012. február 4-i menetrendváltással megszűnt, helyét a 63A busz váltotta, amely később szintén megszűnt.